# Леопольд Сенгор (стадион)
Стадион Леопольда Седара Сенгора (фр. Stade Léopold Sédar Senghor) — крупнейший стадион Сенегала, расположенный в городе Дакар.

## История
Стадион открыт президентом Сенегала Абду Диуфом 31 октября 1985 года и назван «Стадион Дружбы». В 2001 году переименован в честь Леопольда Сегнора, первого президента Сенегала и известного поэта, скончавшегося в том же году.

## Описание
Стадион выстроен китайскими рабочими, его вместимость составляет 60 тысяч человек. Стадион сделан в форме «летающей тарелки». Арена пригодна для проведения футбольных матчей, а также соревнований по лёгкой атлетике, волейболу и баскетболу, большому и настольному теннису, боевым искусствам (включая так называемую сенегальскую борьбу) и другим видам спорта.

## Мероприятия
- В 1992 году стадион принял финальный матч Кубка африканский наций, в котором команда Кот-д’Ивуара одержала победу в борьбе с Ганой.
- 22 февраля 2002 года папа римский Иоанн Павел II провёл на стадионе католическую мессу.
- С 2005 года на стадионе проводится один из финалов Мирового вызова ИААФ.
- 3 апреля 2007 здесь состоялась инаугурация третьего президента страны Абдулая Вада.